# Avtoimunski pankreatitis
Avtoimunski pankreatitis (AIP) je kronična vnetna bolezen trebušne slinavke. Gre za posledico avtoimunskega odziva z obilno infiltracijo (vdiranje v tkivo) z limfociti in plazmatkami ter fibrozo (razrast veziva). Klinično in radiološko je podoben raku trebušne slinavke in diagnosticiranje je velikokrat zahtevno. Podatki o razširjenosti in pojavnosti so nepopolni, kaže pa, da gre za bolezen starejših, saj je večina prepoznanih bolnikov starejših od 50 let. Bolezen je dvakrat pogostejša pri moških.

## Etiopatogeneza
Čeprav vzroki avtoimunskega pankreatitisa še niso jasni, številne raziskave v nakazujejo, da so nepravilnosti v imunskem
odzivu glavni razlog za nastanek bolezni. V serumu bolnikov je prisotna hipergamaglobulinemija, zvečana
aktivnost IgG4 in pogosto protitelesa proti laktoferinu (anti-laktoferin, ALF), protijedrna protitelesa (ANA), protitelesa proti karbonski anhidrazi II (anti-CA-II) in revmatoidni dejavnik. Ker se spremembe v imunskem odzivu prekrivajo tudi z drugimi oblikami kroničnega vnetja trebušne slinavke, še ni jasno,
ali je AIP primarna bolezen trebušne slinavke ali pa gre za pojav sistemske bolezni. Imunsko pogojenost potrjujejo tudi poskusi na živalih. Tako so raziskovalci pri miših, ki so jim ob rojstvu odstranili priželjc in jih senzibilizirali z laktoferinom in karbonsko anhidrazo, opazili avtoimunskemu pakreatitisu podobne spremembe na trebušni slinavki.

## Patogeneza in klinična slika
Ključni bolezenski spremembi trebušne slinavke pri bolnikih z AIP sta povečanje celotnega organa in zožitev glavnega izvodila (Wirsungovega voda). Glavne morfološke spremembe trebušne slinavke pri bolnikih z AIP so z avtoimunimi procesi pogojena vnetna infiltracija, brazgotinjenje oziroma sklerozacija organa in nealkoholna kronična okvara organa s prizadetostjo izvodil. Spremembe organa pogosto spominjajo na tumorje, zvečana je tudi serumska aktivnost tumorskega označevalca. Bolniki z AIP običajno nimajo posebnih težav, lahko občutijo nelagodje ali bolečine v žlički in hrbtu. Nekatere raziskave kažejo na prisotnost zlatenice pri več kot 60 % bolnikov, vsaj tretjina bolnikov pa navaja bolečine v trebuhu.
Zapleti zunaj trebušne slinavke, ki lahko spremljajo avtoimunski pankreatitis, so sklerozirajoči holangitis, retroperitonealna fibroza, sklerozirajoče vnetje žlez slinavk, limfadenopatija, nefritis in intersticijska pljučnica. Infiltracija plazmatk se lahko pojavlja v lezijah drugih organov in tam povzroča nastanek vnetnih psevdotumorjev, na primer na jetrih, dojkah, v medpljučju, očnici in na aorti. Pojavita se lahko vnetje možganskega priveska (hipofize) in obsečnice (prostate).

## Zdravljenje
Cilj zdravljenja je lajšanje simptomov ter izboljšanje seroloških, radioloških in histoloških sprememb. Za zdravljenje bolnikov z aktivnim avtoimunskim pankreatitisom se običajno uporabljajo kortikosteroidi in bolniki se na primer na prednizolon dobro odzivajo, vendar ne obstajajo enotne smernice o režimu, odmerkih ter optimalnem trajanju zdravljenja.